# Wilczogęby
Wilczogęby ( prononcé en polonais : [vilt͡ʂɔˈɡɛmbɨ]) est un village polonais situé dans la gmina de Sadowne dans le powiat de Węgrów et en voïvodie de Mazovie dans le centre-est de la Pologne.
De 1975 à 1998, le village appartenait administrativement à la voïvodie de Siedlce.